# Літвінкі (Вармінсько-Мазурське воєводство)
Літвінкі (пол. Litwinki, нім. Littfinken) — село в Польщі, у гміні Нідзиця Нідзицького повіту Вармінсько-Мазурського воєводства.
Населення — 189 осіб (2011).

## Демографія
Демографічна структура станом на 31 березня 2011 року:
|          | Загалом | Допрацездатний вік | Працездатний вік | Постпрацездатний вік |
| -------- | ------- | ------------------ | ---------------- | -------------------- |
| Чоловіки | 104     | 34                 | 64               | 6                    |
| Жінки    | 85      | 16                 | 58               | 11                   |
| Разом    | 189     | 50                 | 122              | 17                   |